# 安-71預警機
安托諾夫安-71 （北約代號「Madcap」（狂妄））是蘇聯時期生產的空中預警機。

## 開發過程
安-71是特別挑選曾於蘇聯空軍服役的安-72運輸機。重新設計並強化後段機身結構做為圓形複數雷達的載台，該雷達安裝在前掠式垂直尾翼的頂端，與美軍慣用的直接安裝在後段機身結構上大異其趣。機艙內可以容納所需的電子設備及6名人員，原來預計是在庫兹涅佐夫號航空母艦上服役。在原型機的研發階段一直沒有明顯的進展，而在1985年7月12日進行了首次試飛之後這個計畫就遭到擱置並且終止研發，原因是原定當年秋天要安裝在機上，由維加電子軍工集團負責設計的圓形複數雷達雷達並沒有完成，直到了2010年才完成一個測試樣品並且運送到了烏克蘭航空博物館安裝到機身。

## 技術規格
基本信息
- 机组：6名

性能

## 使用國家

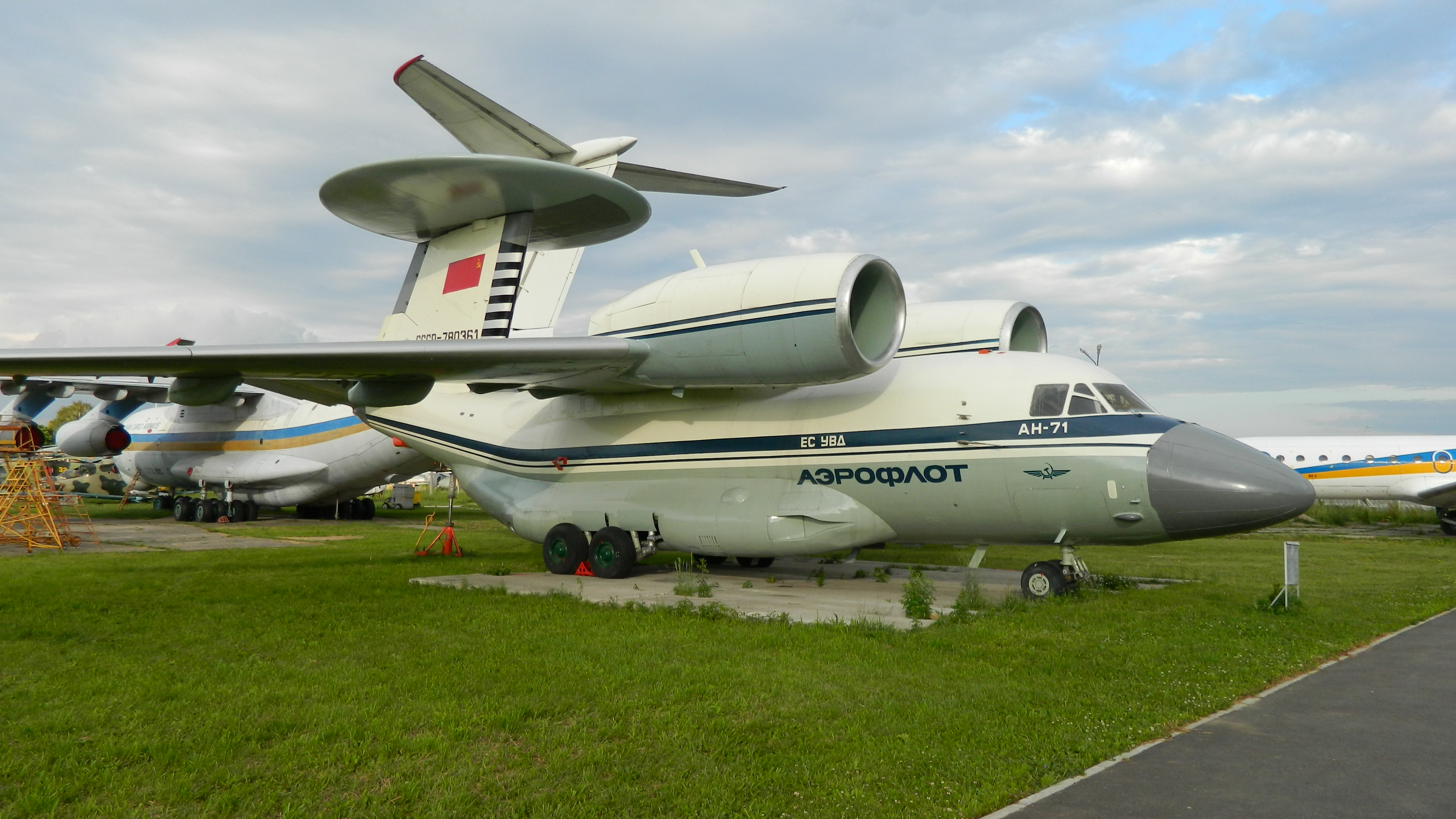

苏联
- 蘇聯空軍

## 外部連結
- An-71 Article, Images（页面存档备份，存于）
- Specs at globalsecurity.org（页面存档备份，存于）